# Your Girl and Mine
Your Girl and Mine er en amerikansk stumfilm fra 1914 af Giles R. Warren.

## Medvirkende
- Olive Wyndham som Rosalind Fairlie.
- Clara Smith som Tante Jane.
- John Charles som Ben Austin.
- Katherine Henry som Kate Price.
- Walter Roberts.